# Marest-sur-Matz
Marest-sur-Matz – miejscowość i gmina we Francji, w regionie Hauts-de-France, w departamencie Oise.
Według danych na rok 1990 gminę zamieszkiwały 302 osoby, a gęstość zaludnienia wynosiła 93 osoby/km² (wśród 2293 gmin Pikardii Marest-sur-Matz plasuje się na 698. miejscu pod względem liczby ludności, natomiast pod względem powierzchni na miejscu 1037.).